# اندرو هاکسلی
سر اندرو فیلدینگ هاکسلی (انگلیسی: Sir Andrew Fielding Huxley؛ زاده ۲۲ نوامبر ۱۹۱۷ – درگذشته ۳۰ مهٔ ۲۰۱۲) یک فیزیولوژیست و زیست‌شیمیدان اهل انگلستان بود.